# Medal „Za odwagę” (Białoruś)
Medal „Za odwagę” (biał. Мэдал «За адвагу», ros. Медаль «За отвагу») – białoruskie odznaczenie państwowe.

## Historia
Odznaczenie zostało ustanowione ustawą Rady Najwyższej Republiki Białoruskiej nr 3726 - XII z dnia 13 kwietnia 1995 roku art. 9 pkt. 1. Ustawa ta określała, że medal ten jest nadawany osobom za odważne działania w obronie republiki, ratowaniu ludzi, ochrony porządku publicznego i zwalczaniu przestępczości oraz w działaniach czasie klęsk żywiołowych i innych zagrożeniach.
W dniu 6 września 1999 roku dekretem Prezydenta Białorusi nr 516 określono jego wygląd, a w dniu 18 maja 2004 r. Ustawą Prezydenta Białorusi nr 288-3 uchylono ustawę z 1995 roku, zachowując na podstawie art. 4 to odznaczenie, a w art. 14 ustalono za jakie zasługi jest nadawany.
Pierwsze nadanie miało miejsce w 22 października 1996 roku, gdy odznaczono tym medalem czterech milicjantów.

### Zasady nadawania
Medal tym zgodnie z art. 14 nadawany jest żołnierzom, funkcjonariuszom Ministerstwa Spraw Wewnętrznych, milicjantom, funkcjonariuszom służby celnej i finansowej oraz kontroli państwowej, funkcjonariuszom departamentów do spraw nadzwyczajnych, a także innym osobom za wykazane się osobiste męstwo i odwagę:
- podczas działań w obronie ojczyzny lub jej interesów
- w czasie wykonywania służby wojskowej, służby państwowej i celnej, ochrony konstytucyjnych praw obywateli
- podczas ratowania osób i mienia w czasie klęsk żywiołowych, ratowaniu tonących, ratowaniu osób w czasie pożarów, wypadków i innych zdarzeń losowych, jeżeli wiąże się to z narażeniem na niebezpieczeństwo swojego życia i zdrowia.

Odznaczenie jest nadawane przez Prezydenta Białorusi.
Do chwili obecnej odznaczeniem tym wyróżniono 135 osób.

### Opis odznaki
Wygląd medalu jest niemal identyczny jak radzieckiego Medalu „Za odwagę”. Odznaka odznaczenia jest wykonana ze srebra. Jest to krążek o średnicy 37 mm, na którego awersie znajdują się w górnej części – wyobrażenie trzech lecących samolotów, w środkowej części – emaliowany na czerwono napis w języku białoruskim За адвагу (pol. „Za Odwagę”), a poniżej czołg. Rewers jest gładka a na nim wybity jest numerem nadanego medalu.
Medal był noszony na metalowej pięciokątnej baretce obciągniętej wstążką koloru szarego z dwoma niebieskimi wąskimi paskami po bokach.